# Lyncar
Lyncar var en brittisk formel 1-stall som deltog i ett par formel 1-lopp under 1970-talet.

## Historik
Stallet grundades av Martin Slater som byggde och tävlade i egna formel Junior-bilar. Han blev senare designer hos Lola, Brabham och March men 1971 började han bygga chassin för det brittiska formel Atlantic-mästerskapet. Slater lyckades och den nyzeeländske motortrimmaren John Nicholson vann formel Atlantic-titeln i en Lyncar både 1973 och 1974.
Nicholson beställde sedan ett formel 1-chassi med modellbeteckningen Lyncar 006 som försågs med en Ford Cosworth-motor. Han deltog i ett F1-lopp utanför mästerskapet men lyckades sedan inte kvala in till Storbritanniens Grand Prix 1974. Han kvalade dock in till Storbritanniens Grand Prix 1975 och slutade där trots en olycka på sjuttonde plats. Nicholson tappade sedan intresset för bilar och började i stället tävla i powerboat racing.

## F1-säsonger
| Säsong | Tävlingsnamn      | Bil        | Motor                    | Däck | Poäng | VM-plac. | Förare 1       | Förare 2 |
| ------ | ----------------- | ---------- | ------------------------ | ---- | ----- | -------- | -------------- | -------- |
| 1974   | Pinch (Plant) Ltd | Lyncar 006 | Ford Cosworth DFV 3.0 V8 | F    | -     | -        | John Nicholson | -        |
| 1975   | Pinch (Plant) Ltd | Lyncar 006 | Ford Cosworth DFV 3.0 V8 | G    | 0     | 18:e     | John Nicholson | -        |